# Nomenclatura filogenética
En biología, la nomenclatura filogenética, tal como se contempla en el Filocódigo (en inglés, Phylocode), está diseñada para nombrar clados por referencia explícita a su filogenia. 
La nomenclatura filogenética es una aproximación a la nomenclatura biológica, la cual es la disciplina concerniente con la denominación de grupos de organismos, o sea, con el nombre de los taxones. La nomenclatura filogenética tiene como principios centrales que: (1) Las regulaciones taxonómicas requieren taxones monofiléticos, (2) las regulaciones taxonómicas no deberían tener rangos o categorías y (3) la tipificación de los taxones debe ser abandonada por ser un anacronismo basado en el esencialismo aristotélico.
En la nomenclatura filogenética a cada clado se le otorga un nombre siguiendo las reglas o normas del Filocódigo. A cada nombre se le provee una «definición filogenética», la cual identifica al clado particular con referencia a un nodo, una rama o una apomorfia. Las especies, especímenes y apomorfias citadas en las definiciones filogenéticas se denominan «especificadores» debido a que especifican al clado a cual se aplica el nombre. 
Los especificadores internos o externos son miembros o no, respectivamente, del clado que se está definiendo. 
Al igual que el ICBN, el Filocódigo estipula que cada taxón puede tener sólo un nombre correcto y que cada nombre puede ser correcto para sólo un taxón. Ambós códigos usan la fecha de publicación (principio de prioridad) como el criterio principal para seleccionar el nombre correcto en el caso de que existan sinonimias. 